# Kwas δ-aminowalerianowy
Kwas δ-aminowalerianowy, DAPA, kwas 5-aminopentanowy – organiczny związek chemiczny z grupy aminokwasów.